# Mys Farvel

Mapa

Mys Farvel (dánsky Kap Farvel, grónsky Uummannarsuaq) je jižní výběžek Eggersova ostrova v souostroví Nunap Isua (kraj Kujalleq) a nejjižnější bod celého Grónska. Leží jižně od šedesáté rovnoběžky, tedy zhruba ve stejné zeměpisné šířce jako Oslo nebo Petrohrad. Mys je tvořen žulovými skalami, je omýván ze západu Labradorským mořem a z východu Irmingerovým mořem. Název Cape Farewell (mys loučení) mu dal v roce 1585 anglický mořeplavec John Davis. Okolní moře je nebezpečné pro plavbu kvůli silným bouřím a časté přítomnosti ledovců. K největším tragédiím patřilo potopení lodi Hans Hedtoft s 95 muži na palubě, k němuž zde došlo 30. ledna 1959.